# MOWAG

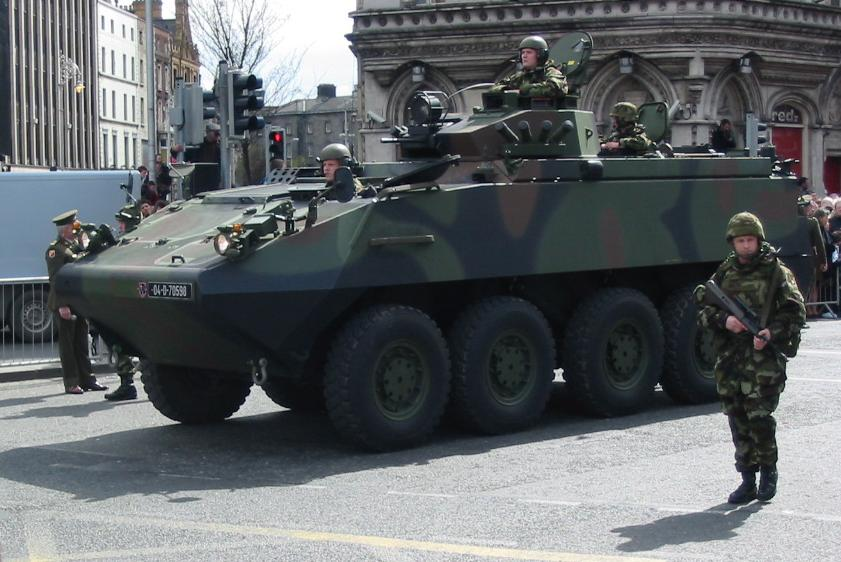
Irländsk Mowag Piranha

MOWAG är ett schweiziskt företag som ägs av amerikanska General Dynamics. Företaget tillverkar pansarskyttefordon för militära ändamål i både land och amfibie konfigurationer.
Företaget heter numera General Dynamics European Landsystems - Mowag, kort GDELS
Företaget är baserat i Kreuzlingen

## Historik

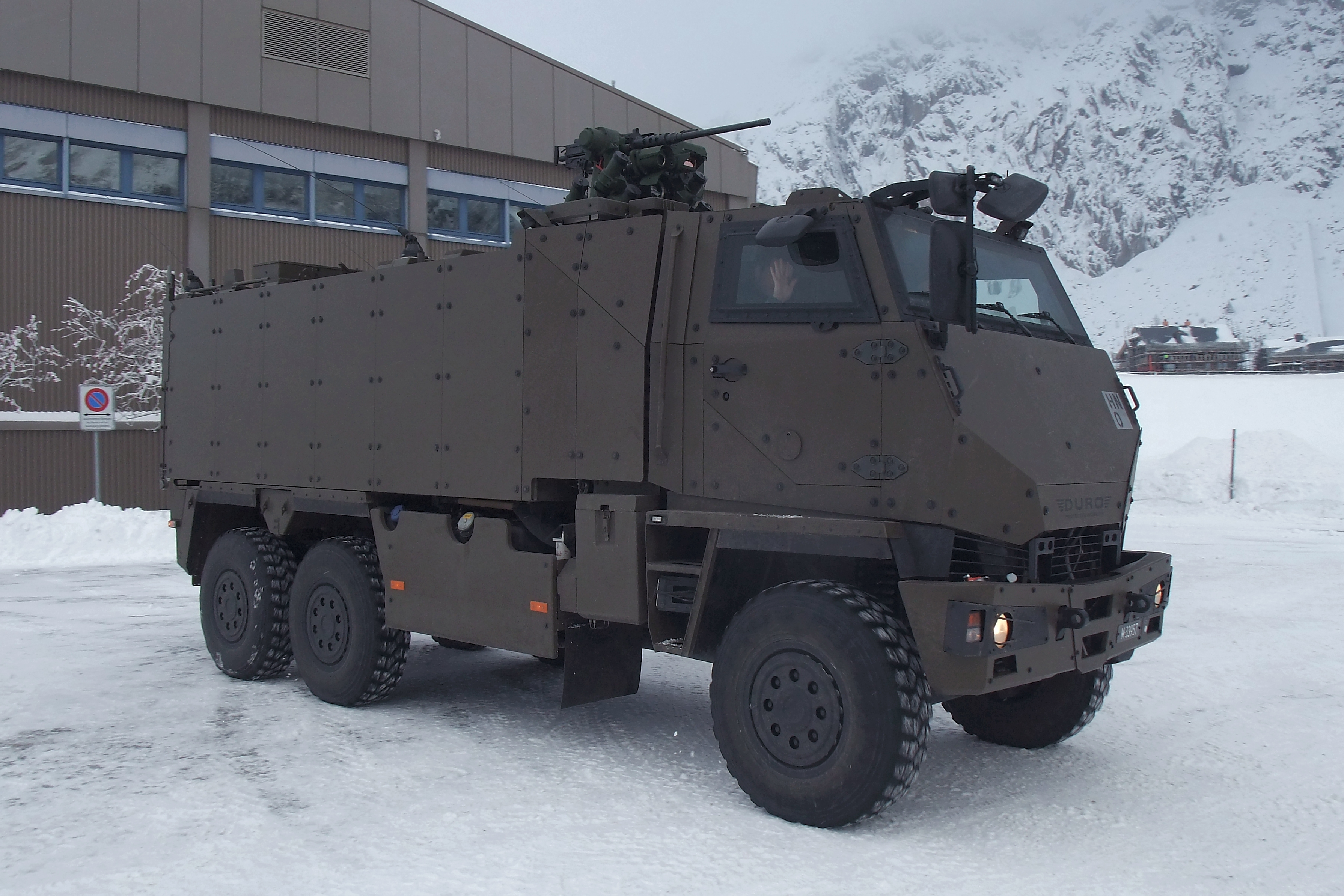
DURO IIIP/Duro GMTF

MOWAG som ursprungligen är en förkortning av Motorwagenfabrik AG grundades 1950 av ingenjören Walter Ruf. Företaget köptes upp av General Dynamics och är sedan oktober 2003 en del av General Dynamics European Land Systems group. Från den 1 april 2010 bytte MOWAG namn till General Dynamics European Land Systems - MOWAG GmbH. Företaget är baserat i Kreuzlingen.
Den 30 december 2009 påbörjade svenska Försvarets materielverk (FMV) en ny upphandling av ett nytt splitterskyddat enhetsfordon. Detta efter att den tidigare upphandlingen ej gått rätt till. Den 19 juli 2010 framkom det i media att MOWAG med Mowag Piranha var en av budgivarna i upphandlingen. Den 13 augusti 2010 meddelade FMV att finska Patria med fordonet Patria XA-360 AMV vunnit den nya upphandlingen på 113 fordon med en option på ytterligare 113 fordon. Den 23 augusti 2010 överklagade MOWAG den nya upphandlingen som återigen har stoppats, denna gång av Förvaltningsrätten i Stockholm. Förvaltningsrätten i Stockholm meddelade den 26 november 2010 att FMV:s upphandling genomförts på ett korrekt sätt och att det ej stridit mot lagen om offentlig upphandling. Beslutet resulterade i att Förvaltningsrättens interimistiskt beslut från den 23 augusti 2010 upphörde att gälla.

## Fordon
- Mowag Piranha ( 2x2,6x6, 8x8, 10x10)
- MOWAG Duro
- Mowag Eagle
- Mowag Ortsdienstwagen
- MOWAG-AEG
- Bucher flygplansdragare
- Mowag 4x4 ARV (armoured reconnaissance vehicle, bepansrat spaningsfordon)
- Mowag Furgeon
- Mowag MR 8
- Mowag Grenadier
- Mowag Roland
- Mowag Puma
- Mowag Shark
- Mowag Spy
- Mowag Tornado (pansarskyttefordon)
- Mowag Trojan
- Mowag Mistral
- Mowag Pirat
- Mowag 3M1 Pirat
- Jagdpanzer MOWAG Cheetah

## Galleri

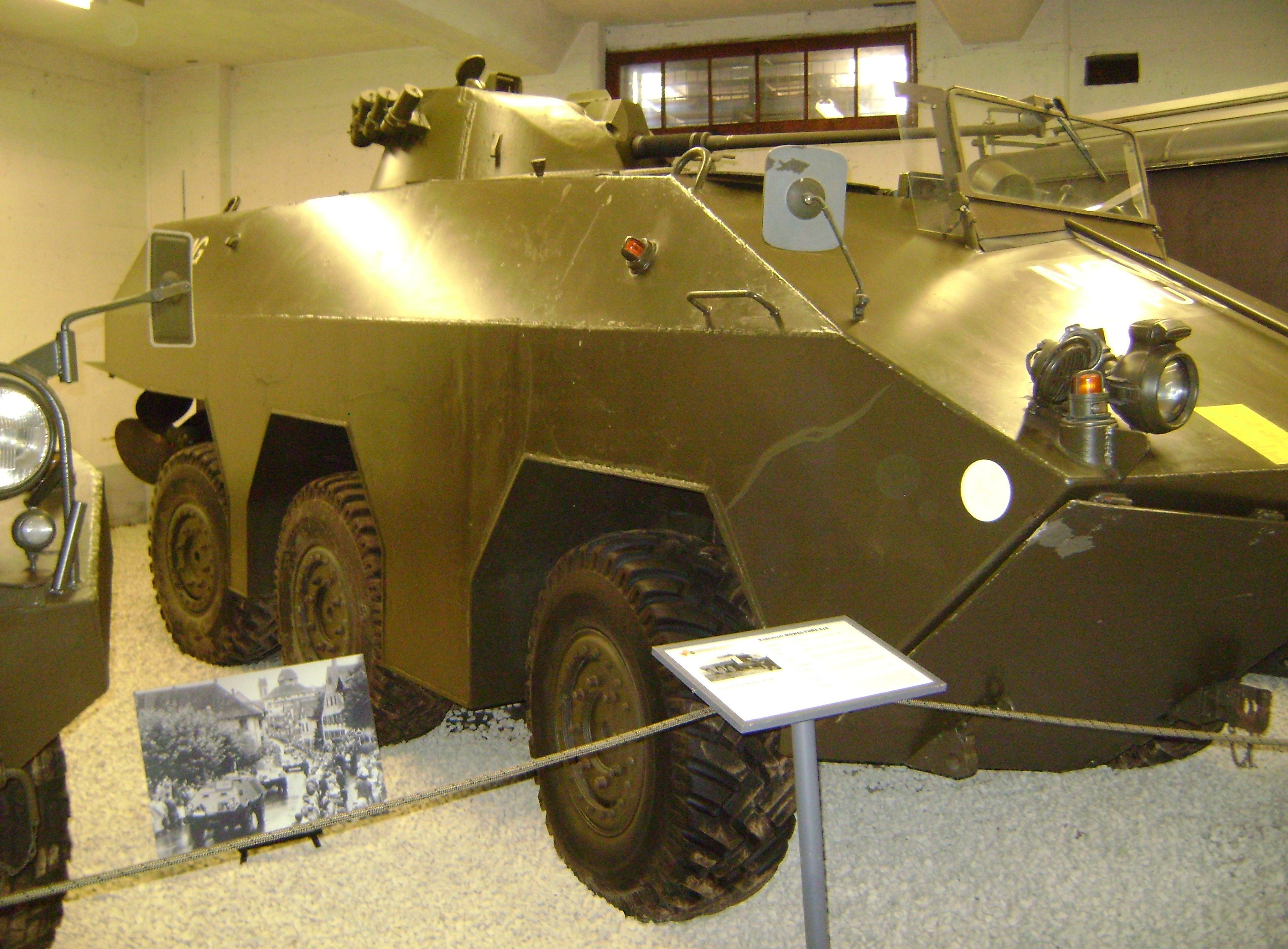
Mowag Puma
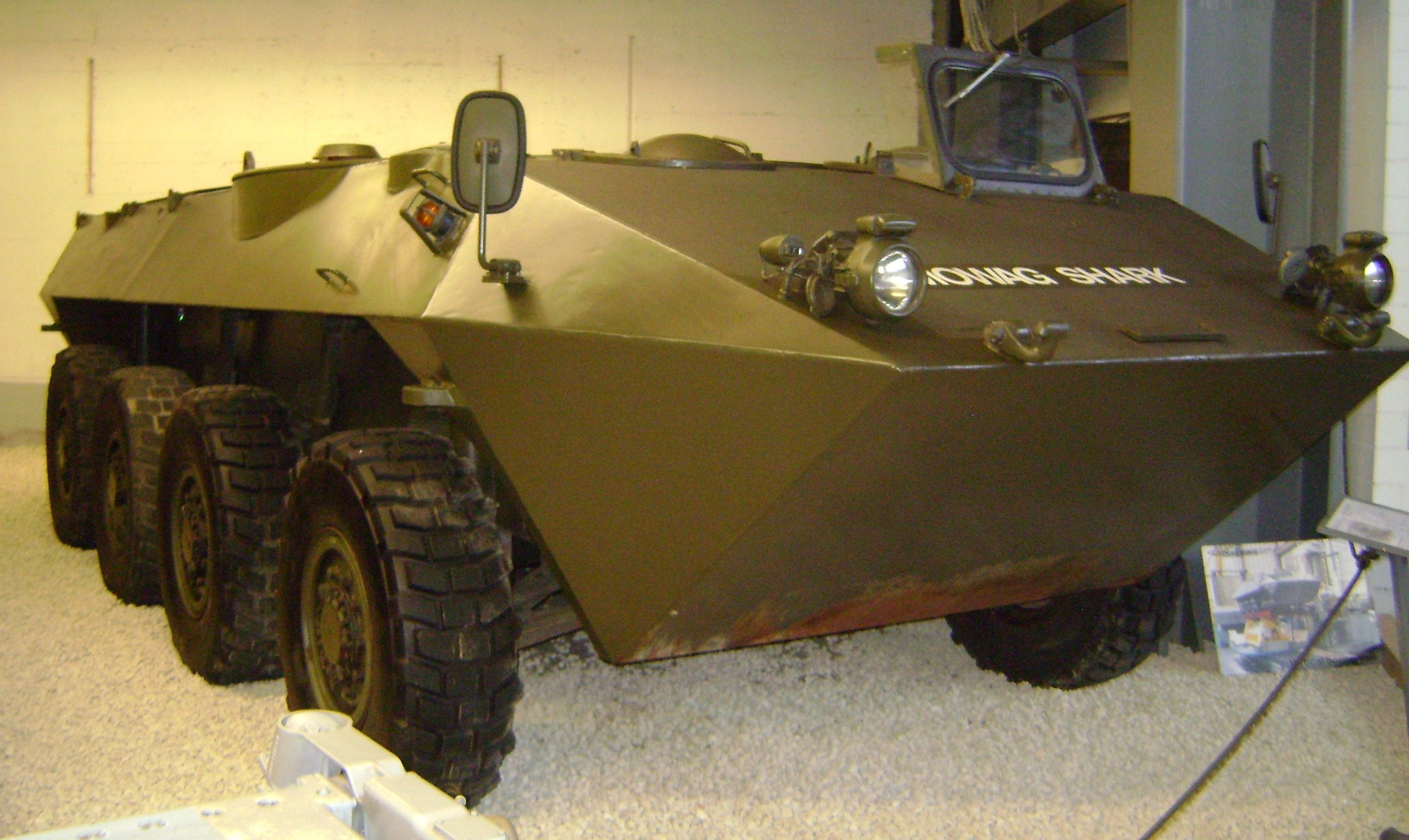
Mowag Shark
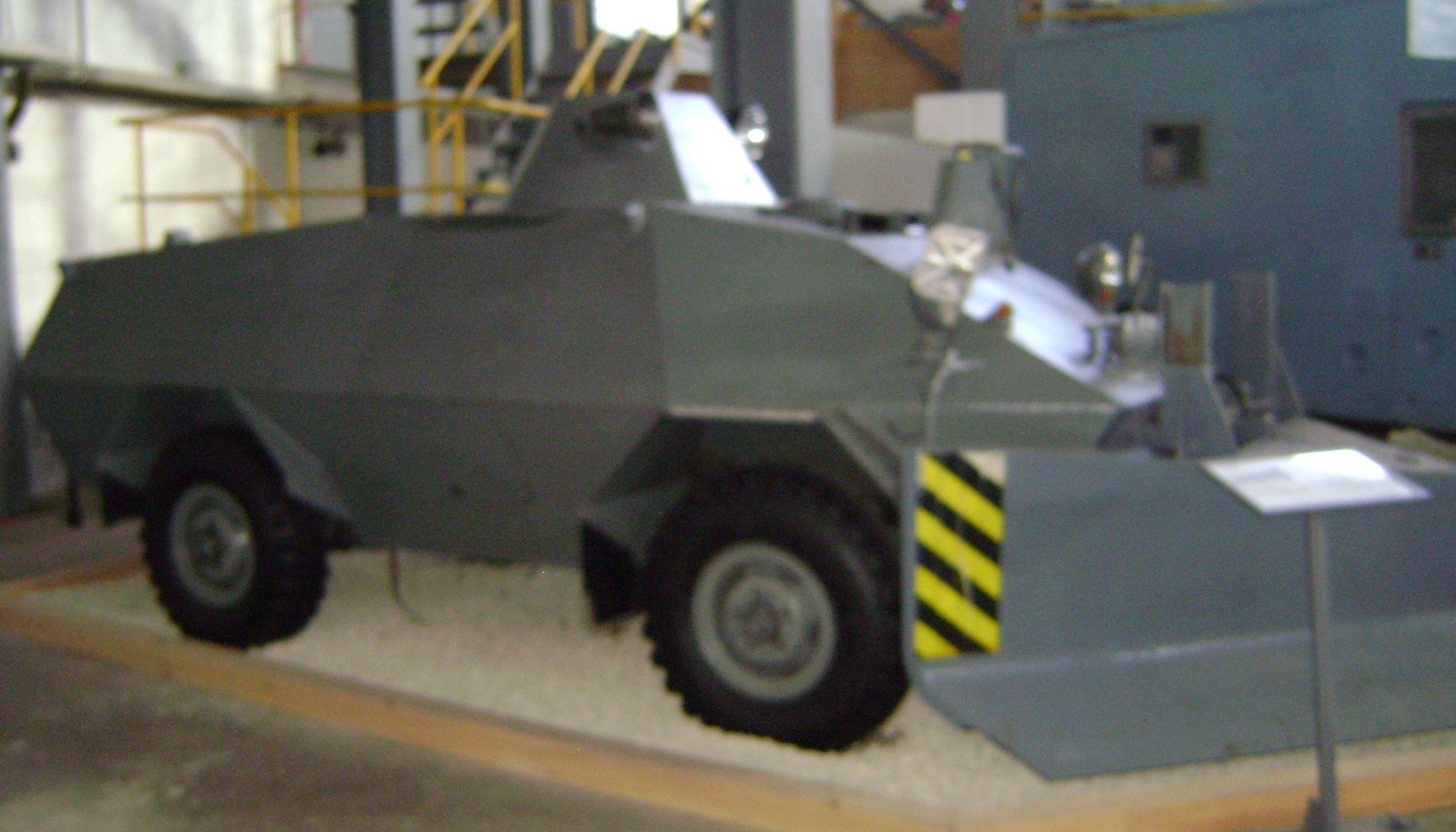
Mowag Police Roland
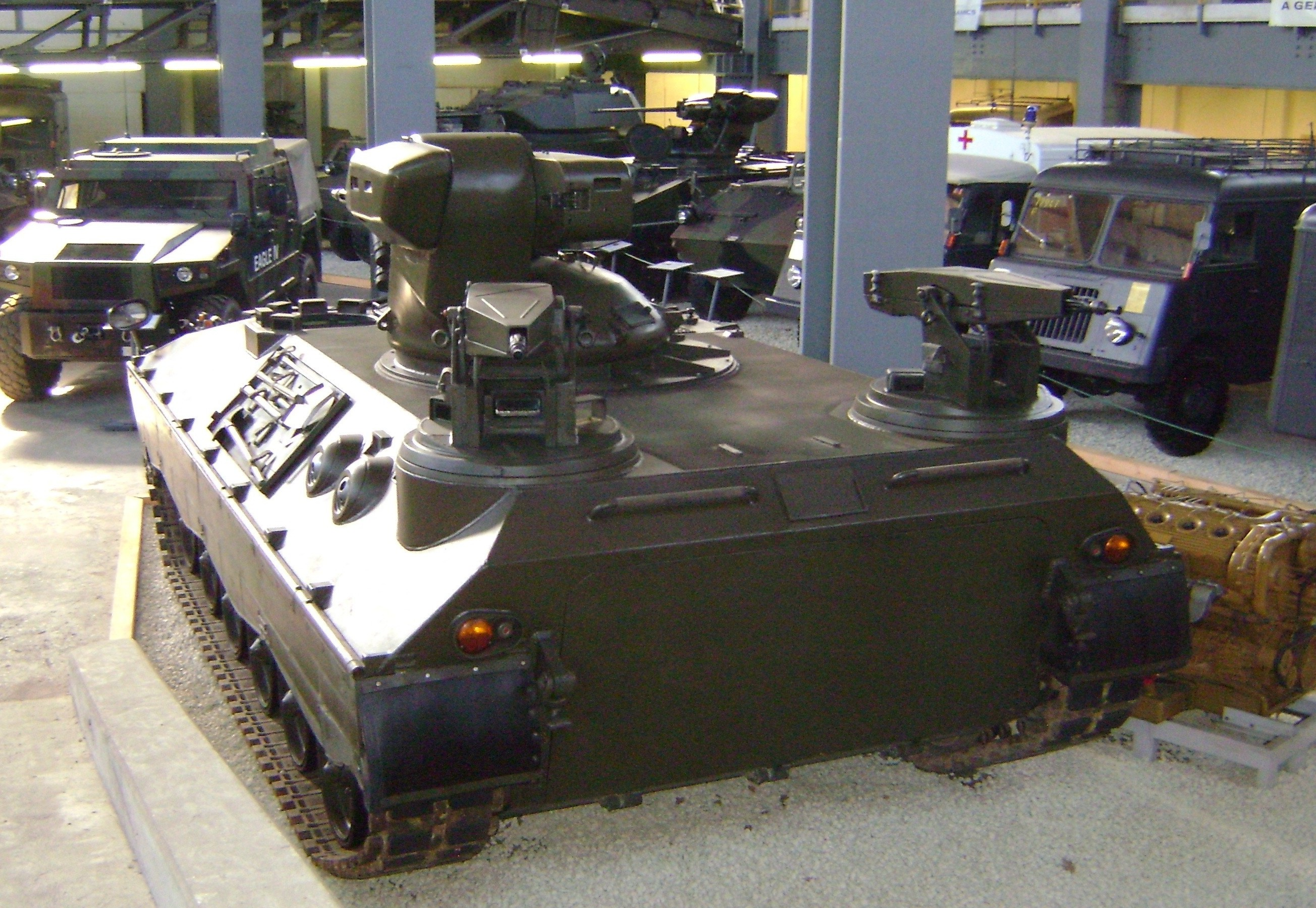
Mowag Tornado
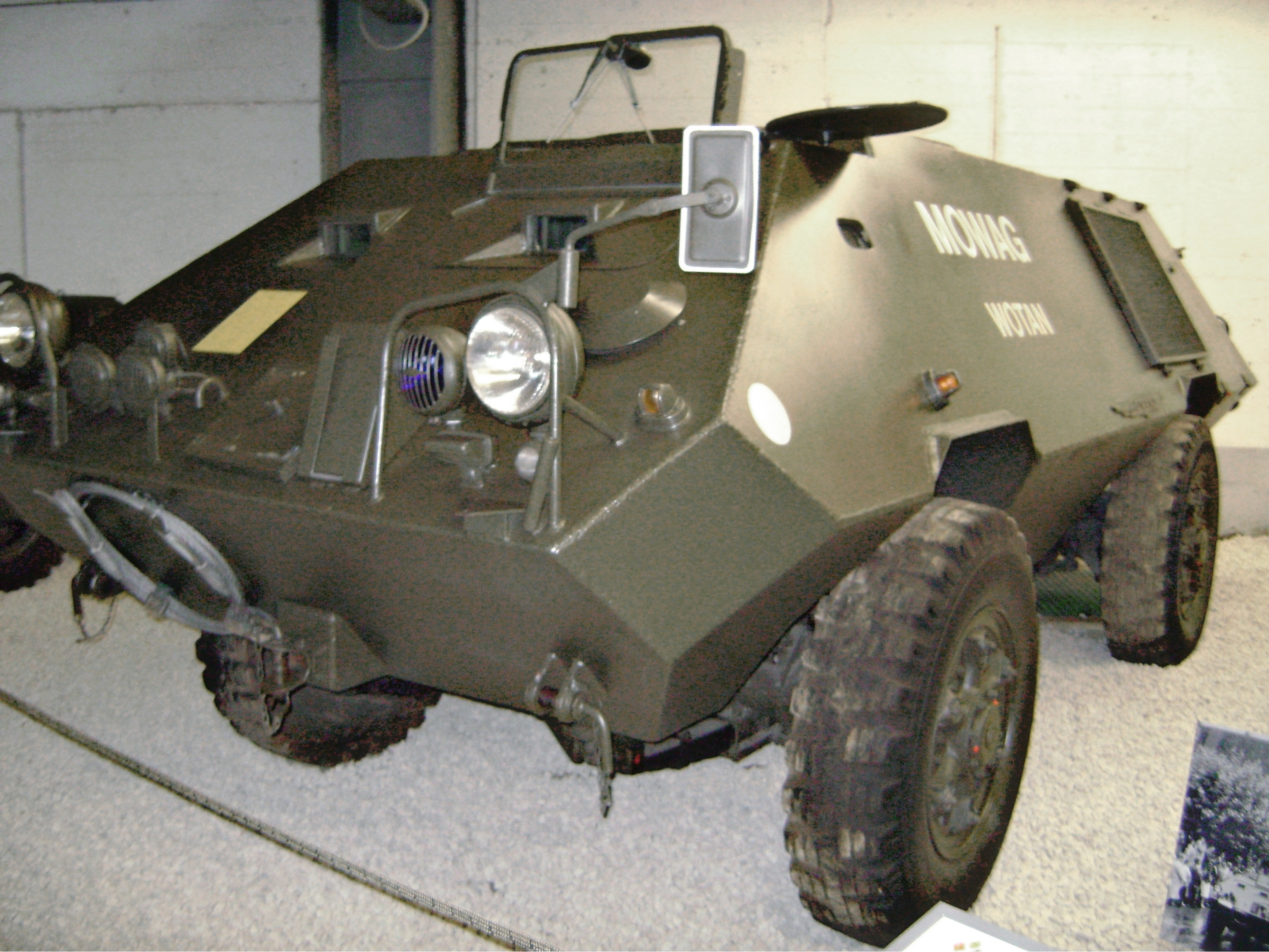
Mowag Wotan
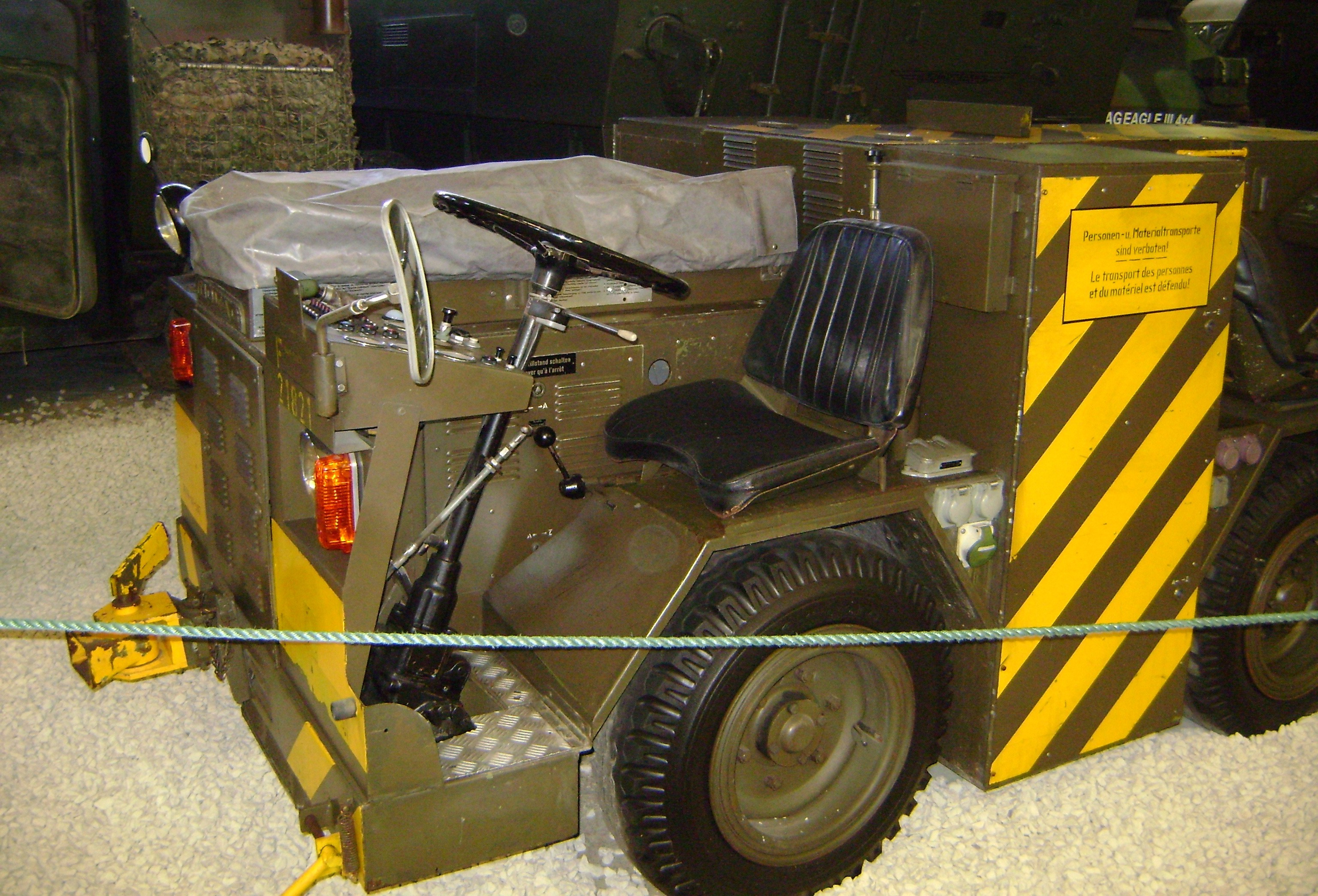
Mowag-AEG flygplansdragare för plantyperna Mirage IIIS & Mirage IIIRS
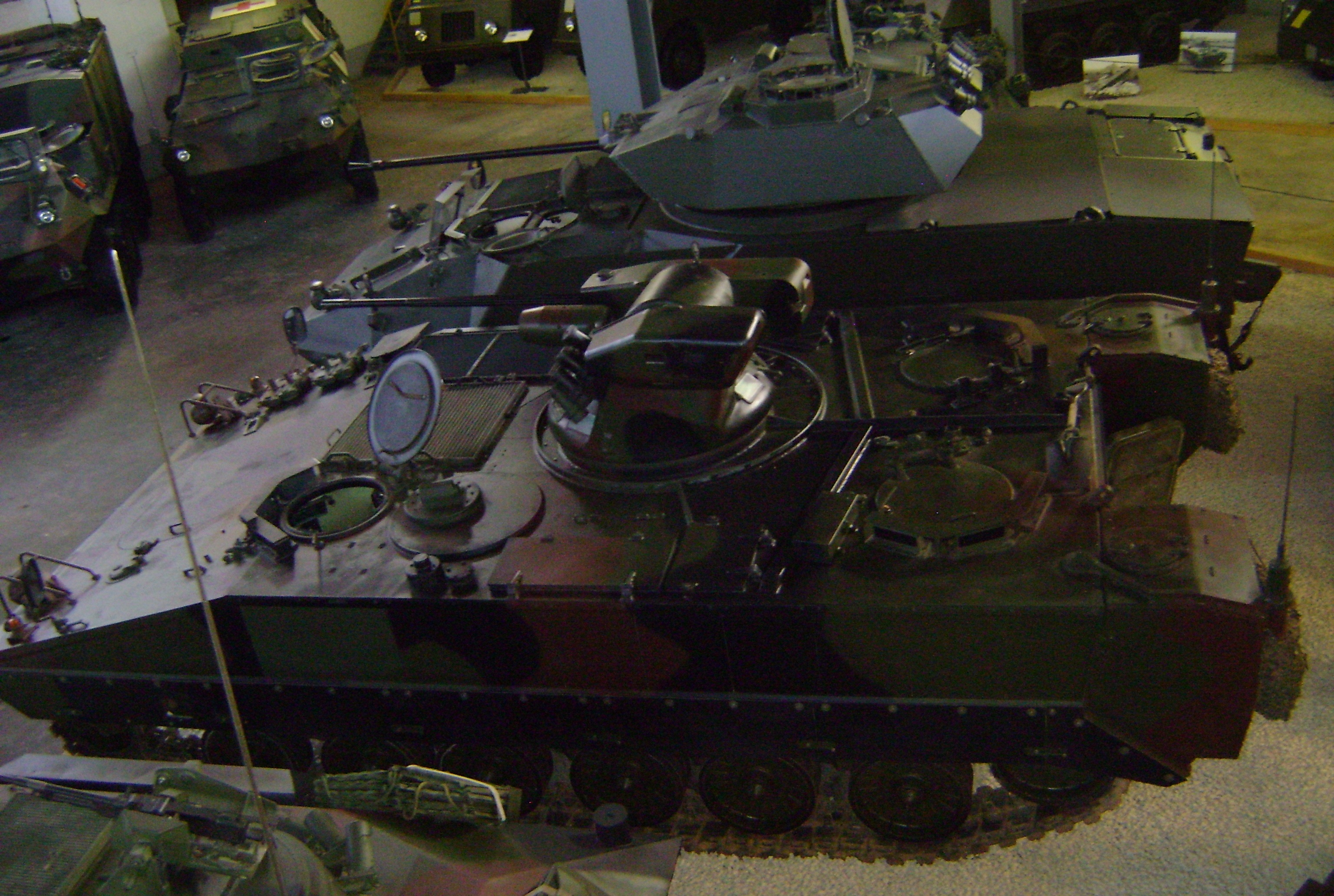
Mowag Trojan
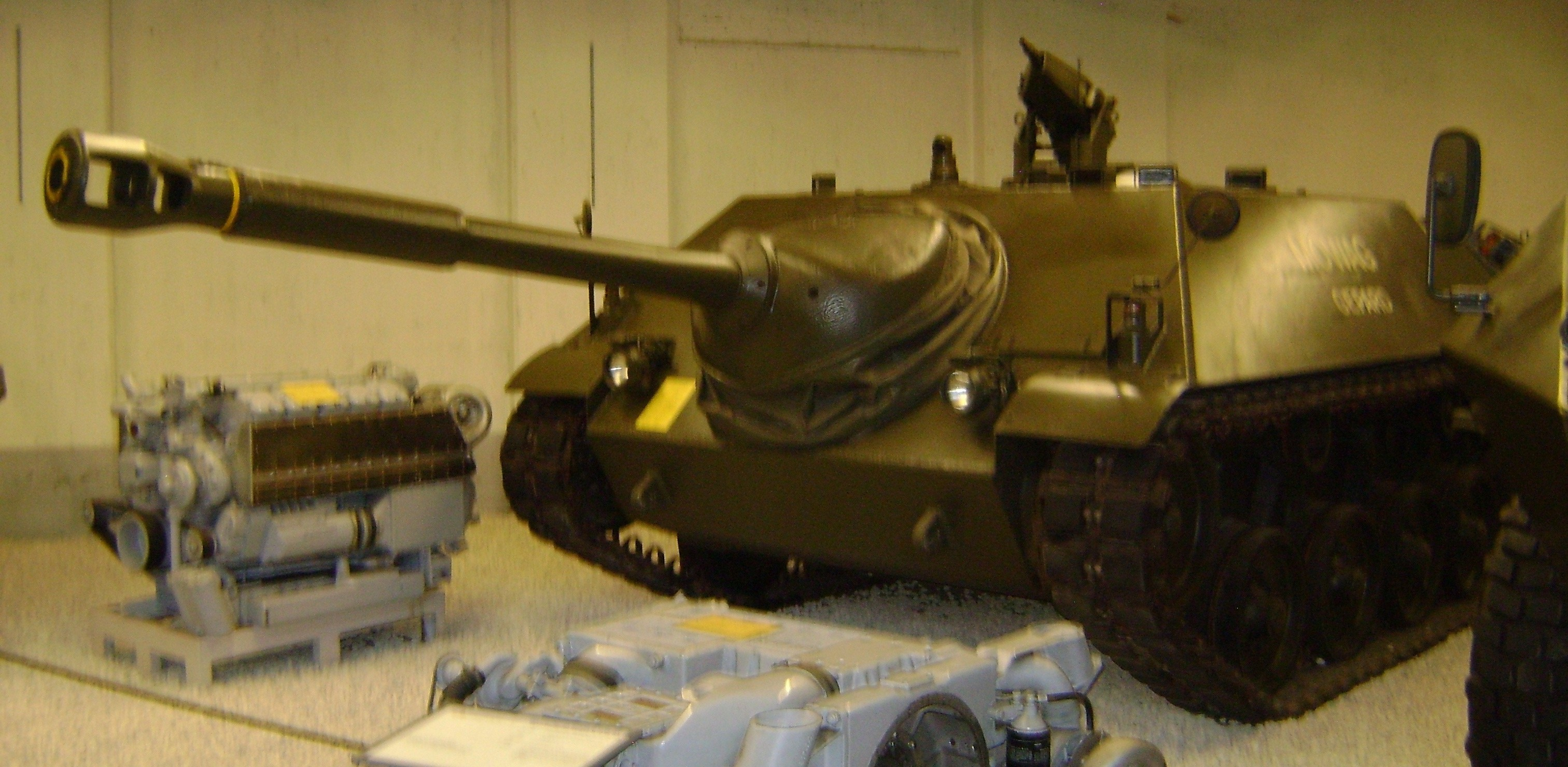
Mowag Gepart
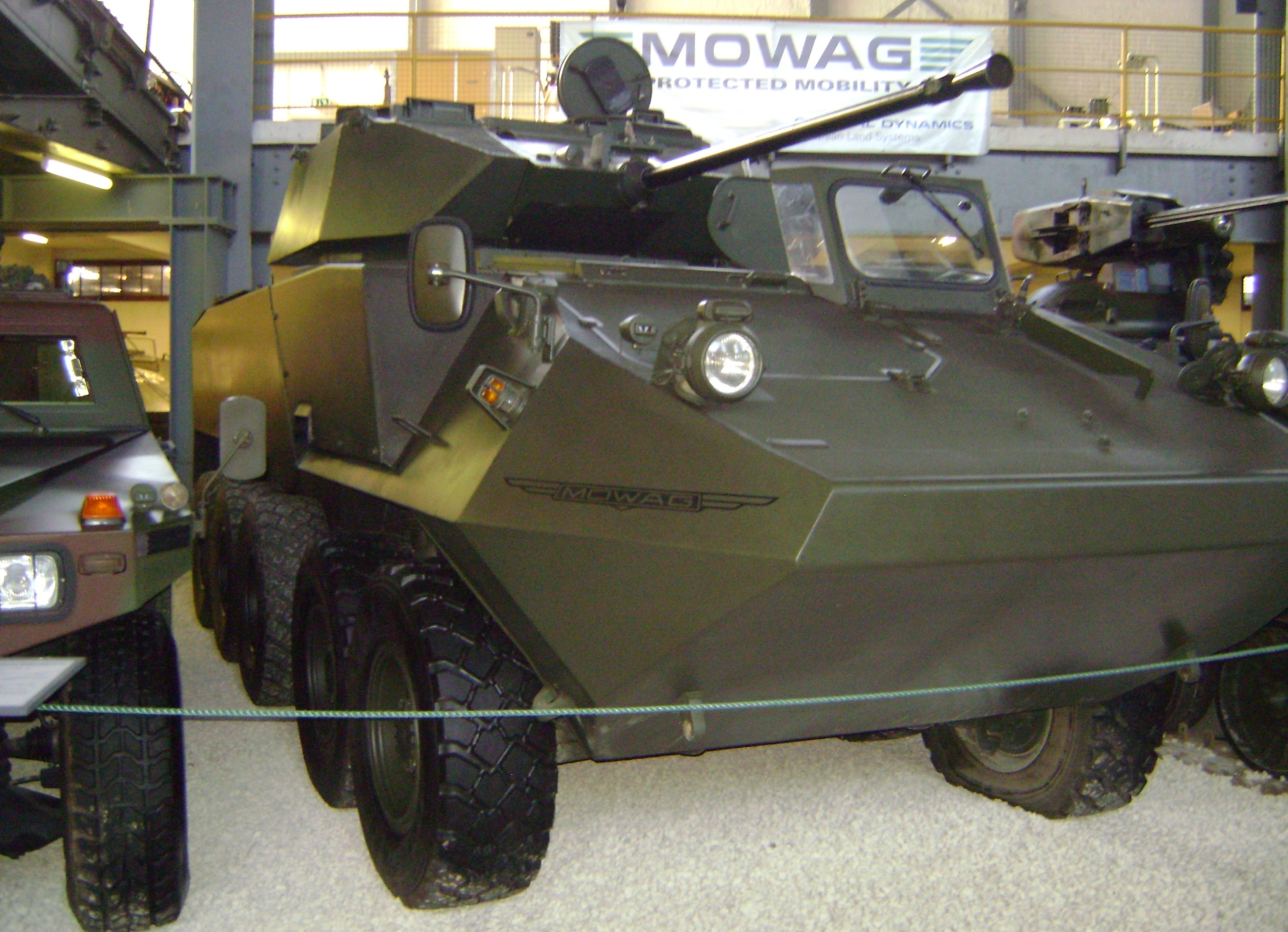
Mowag Piranha 10x10
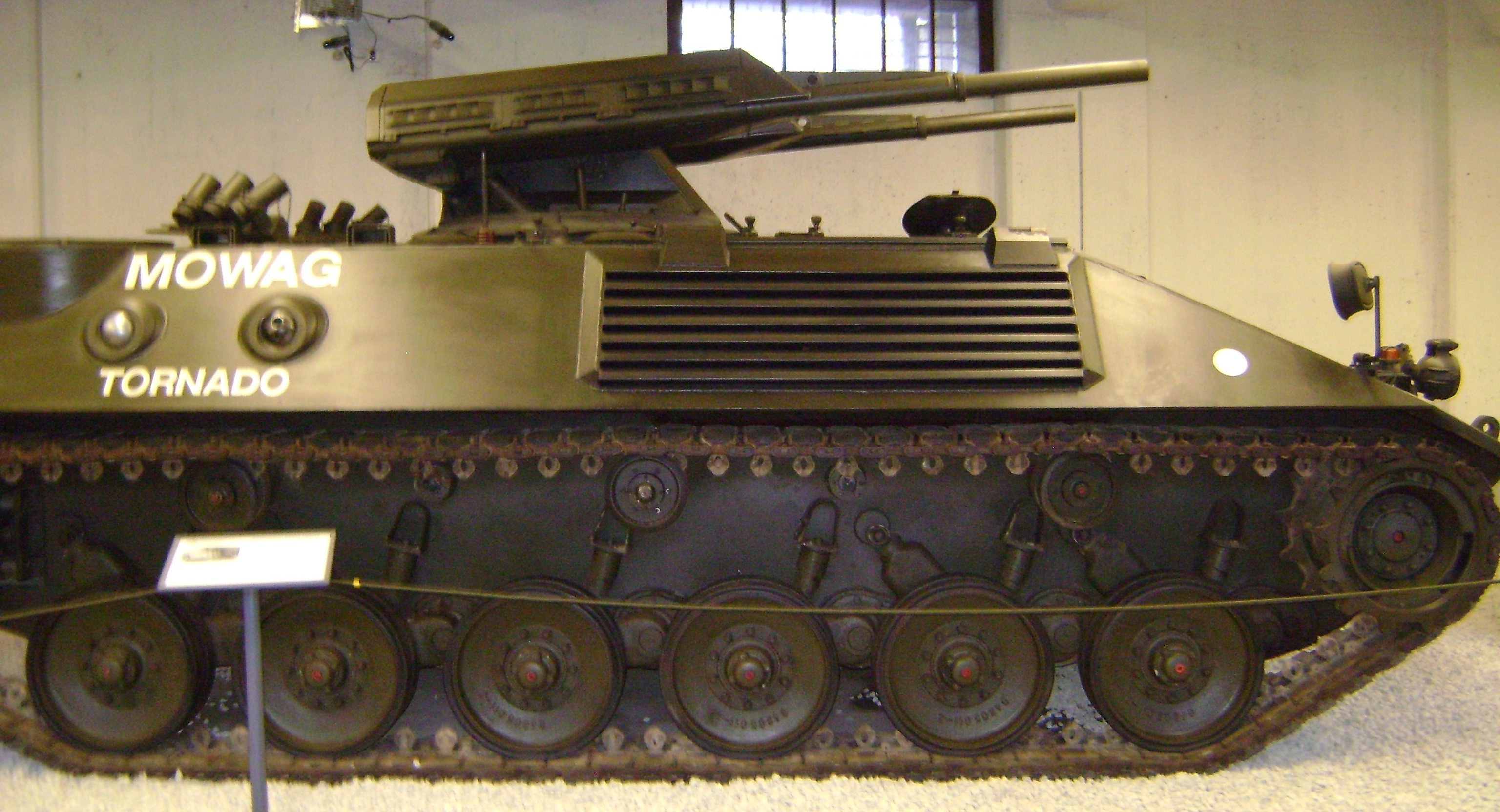
Mowag Tornado 2
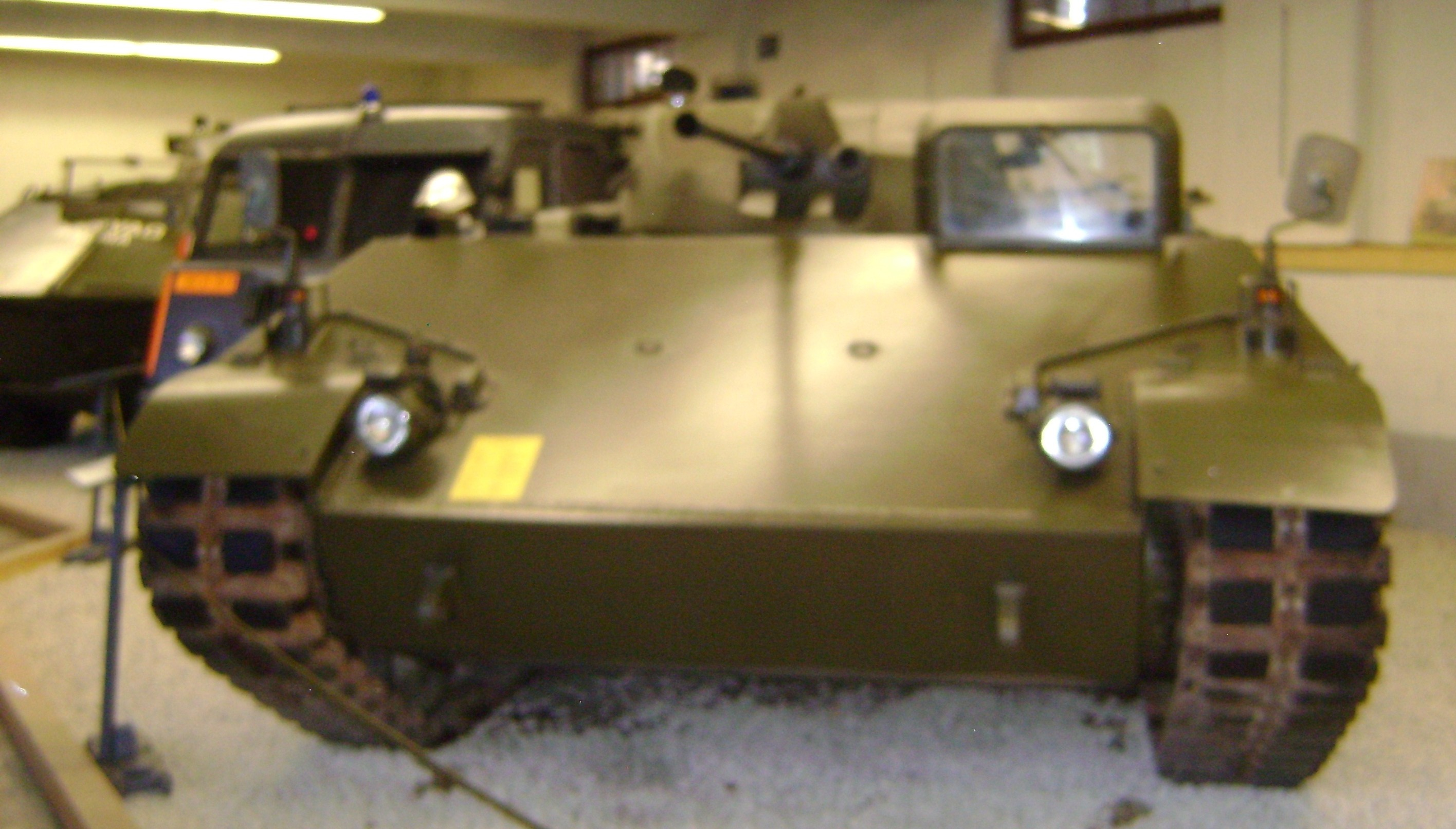
Mowag Taifun
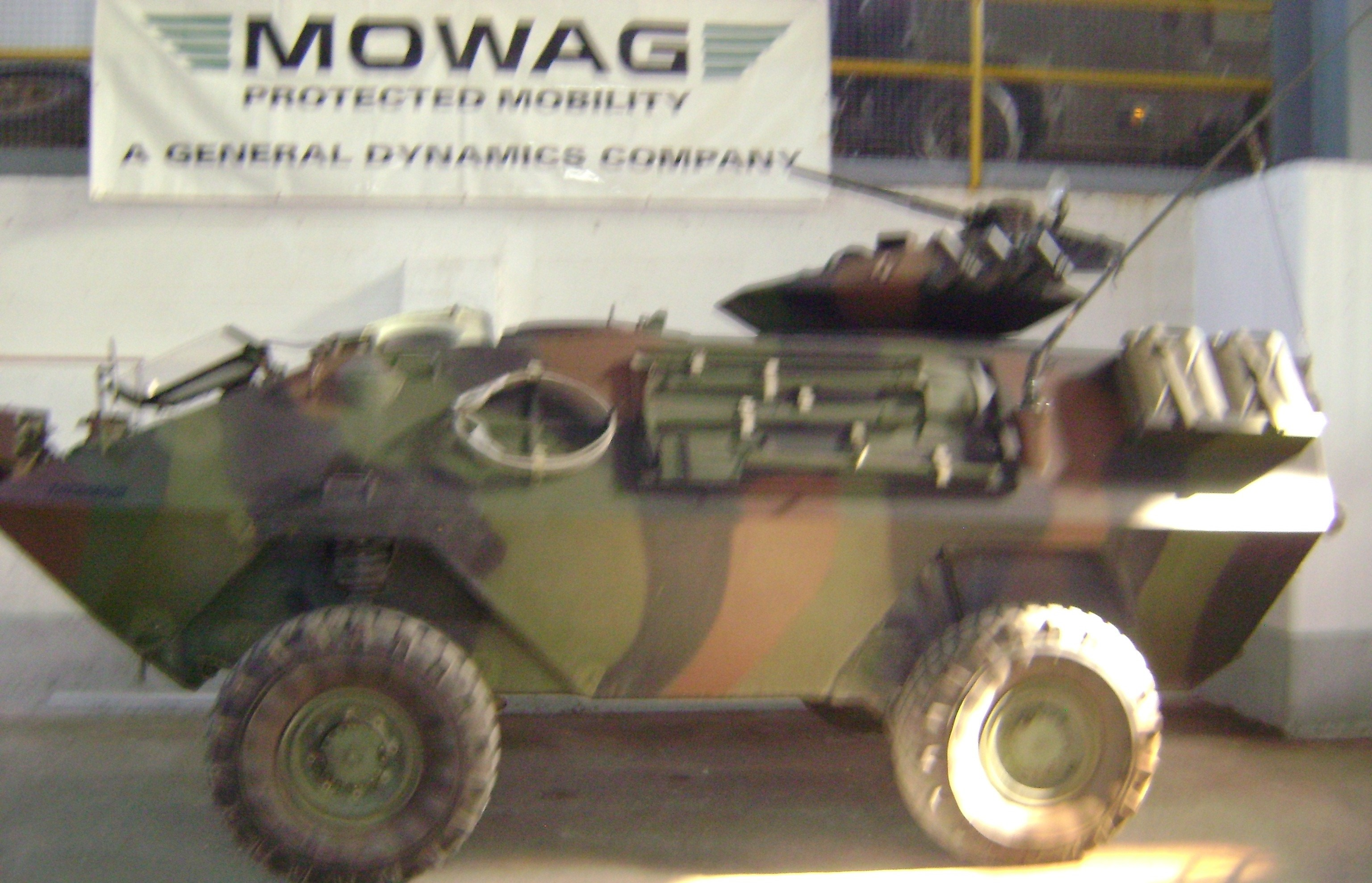
Mowag Piranha 4x4
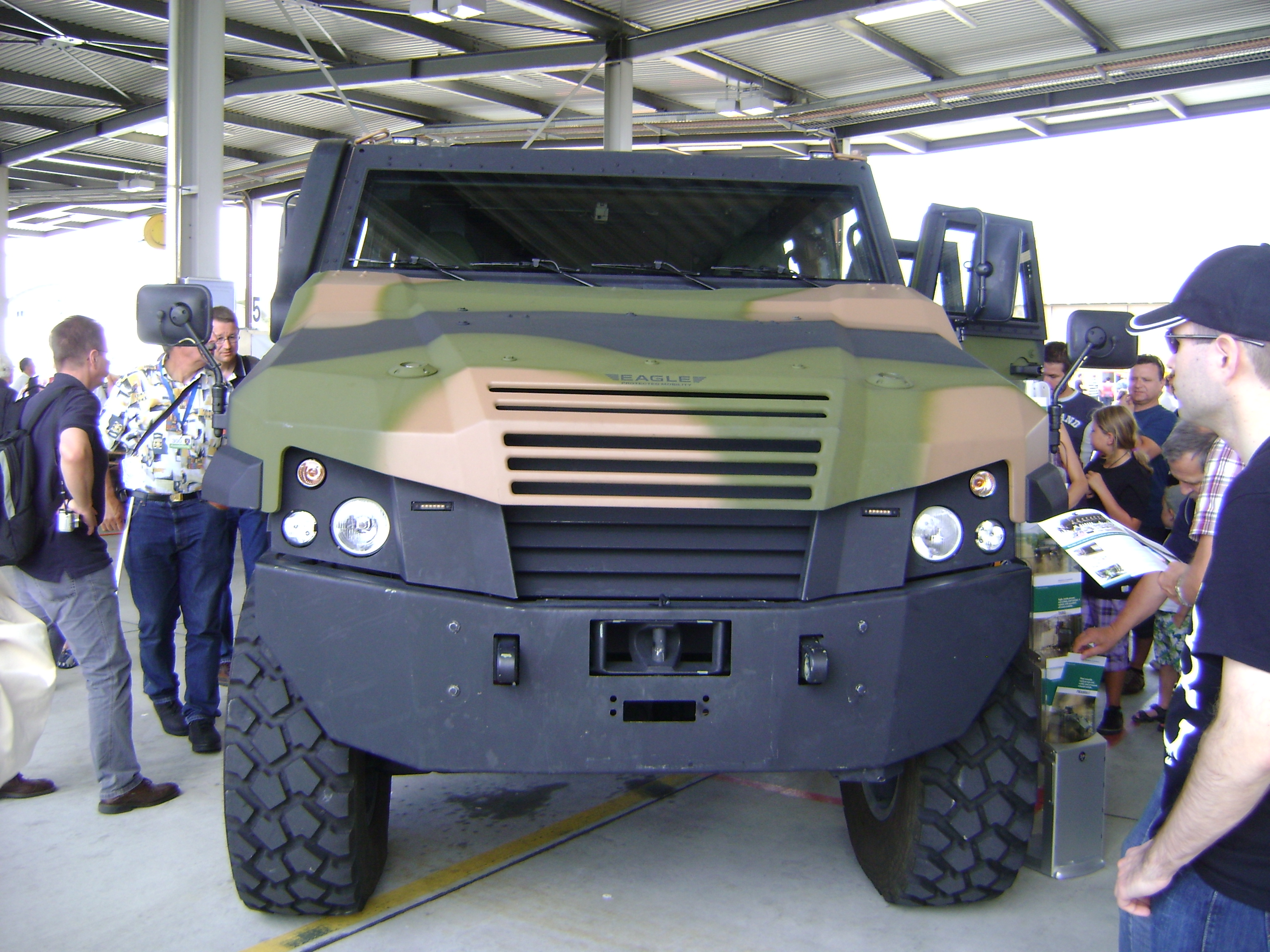
Mowag EagleIV
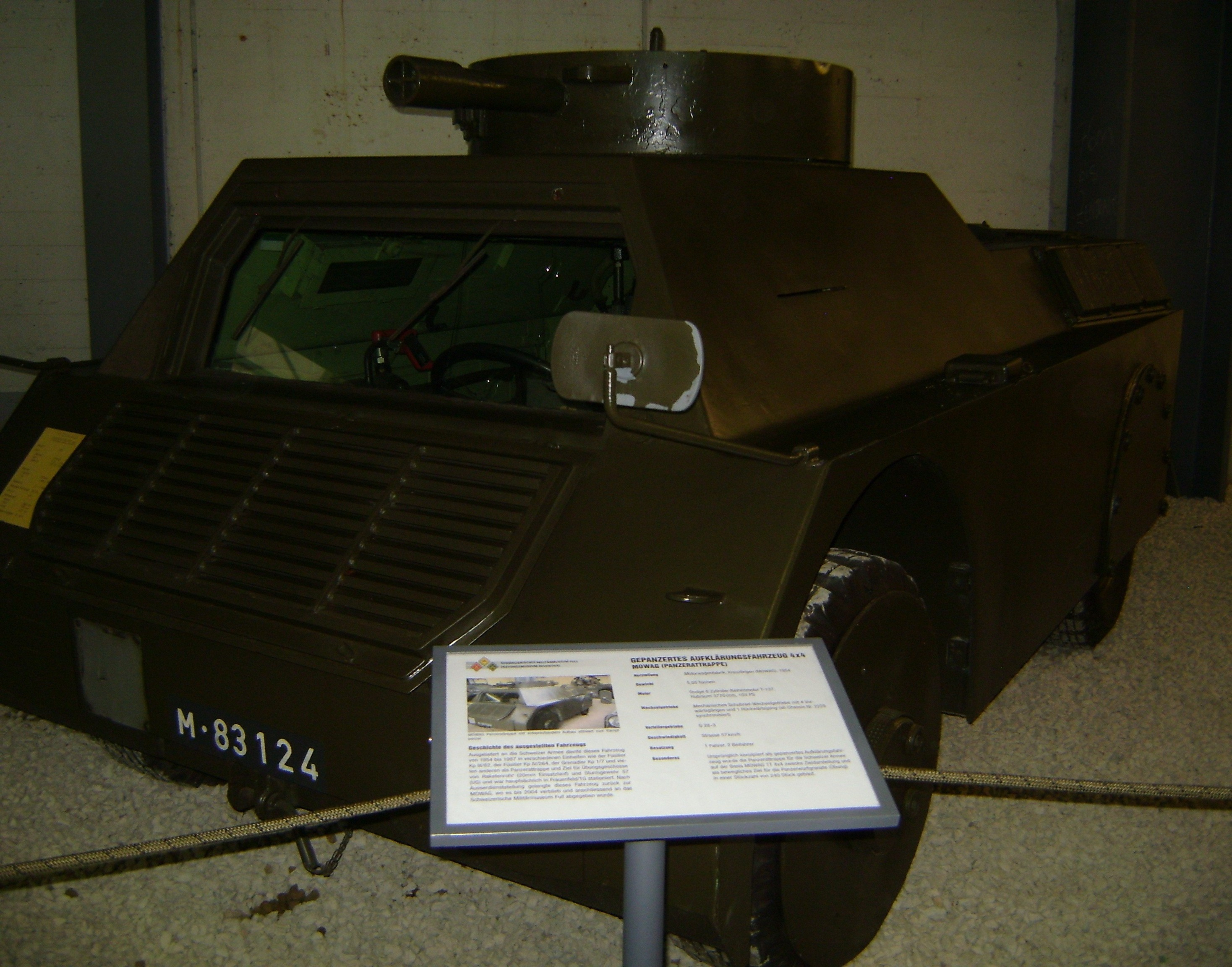
Modell för pansarfordon